# Mattstall
Mattstall ist eine Ortschaft in der Gemeinde Lembach im französischen Département Bas-Rhin.

## Geschichte
Die erste Erwähnung Mattstalls findet man im Jahr 1129, als Gottfried von Fleckenstein der Abtei Walbourg Teile seines Besitz stiftete. 1304 teilte die Familie von Wasigenstein ihren Besitz, in der Urkunde wurde Obermatztal und Nidermatztal aufgeführt. Nidermatztal lag im Tal der Sauer, am Ort des späteren Bahnhofs, während Obermatztal auf einem Hügel am Rande des Tals lag. Warum Nidermatztal verlassen wurde, ist nicht bekannt, aus Obermatztal wurde Mattstall. Am Ende des 15. Jahrhunderts gehörte Mattstall der Familie Fleckenstein bis zu ihrem Aussterben.
Kurz vor der Französischen Revolution wurden die französischen Gemeinden aufgefordert, sogenannte Beschwerdehefte zu erstellen, am 23. März 1798 versammelten sich die Bürger Mattstalls, um ihre Anliegen aufzuschreiben.
Ab 1971 ermutigte die französische Regierung die Fusion von kleinen Gemeinden. Es wurde neben dem Zusammenschluss die Assoziation ermöglicht. Dabei erhalten beide Gemeinden ihren Bürgermeister und ihren Gemeinderat, die beiden Räte tagen gemeinsam, der Bürgermeister der kleineren Gemeinde wird Stellvertreter in der Assoziation. 1972 beschlossen die beiden Gemeinden Lembach und Mattstall diese Art der Vereinigung, die bis heute besteht.

### Verkehr und Wirtschaft
Mattstall liegt an der Straße D255 die Lembach mit Langensoultzbach und Wœrth verbindet. Die Straße D27 im Sauertal wurde erst ab 1865 gebaut. Am Ende des 19. Jahrhunderts wurde die Bahnlinie Walbourg-Lembach gebaut, die durch das Sauertal führt. Mattstall wurde angeboten, einen eigenen Bahnhof zu erhalten, wenn es bereit wäre, 2500 Reichsmark als Zuschuss zu den Baukosten zu bezahlen. Die Gemeinde hatte das Geld nicht, der Besitzer der Glashütte erklärte sich bereit, 2000 Reichsmark zu übernehmen, wenn die Gemeinde den Rest bezahlt. Zu diesem Zeitpunkt wurde die Glashütte nur noch als Wohnhaus genutzt. So erhielt Mattstall seinen Bahnhof, der heute noch an der Kreuzung der D27 und der D327 steht und seit dem Ende der Bahnstrecke ein Wohnhaus ist.
Mattstall war ein Bauerndorf, praktisch alle Einwohner arbeiteten in der Landwirtschaft. Das änderte sich mit der Glashütte, die Mehrheit fand dort Arbeit. Heute gibt es noch zwei Bauernhöfe, die hauptsächlich Viehzucht betreiben.  Mattstall hat schon früh, am Ende des 19. Jahrhunderts, eine Wasserleitung erhalten, dank der finanziellen Unterstützung der Glashütte.

### Die Glashütte

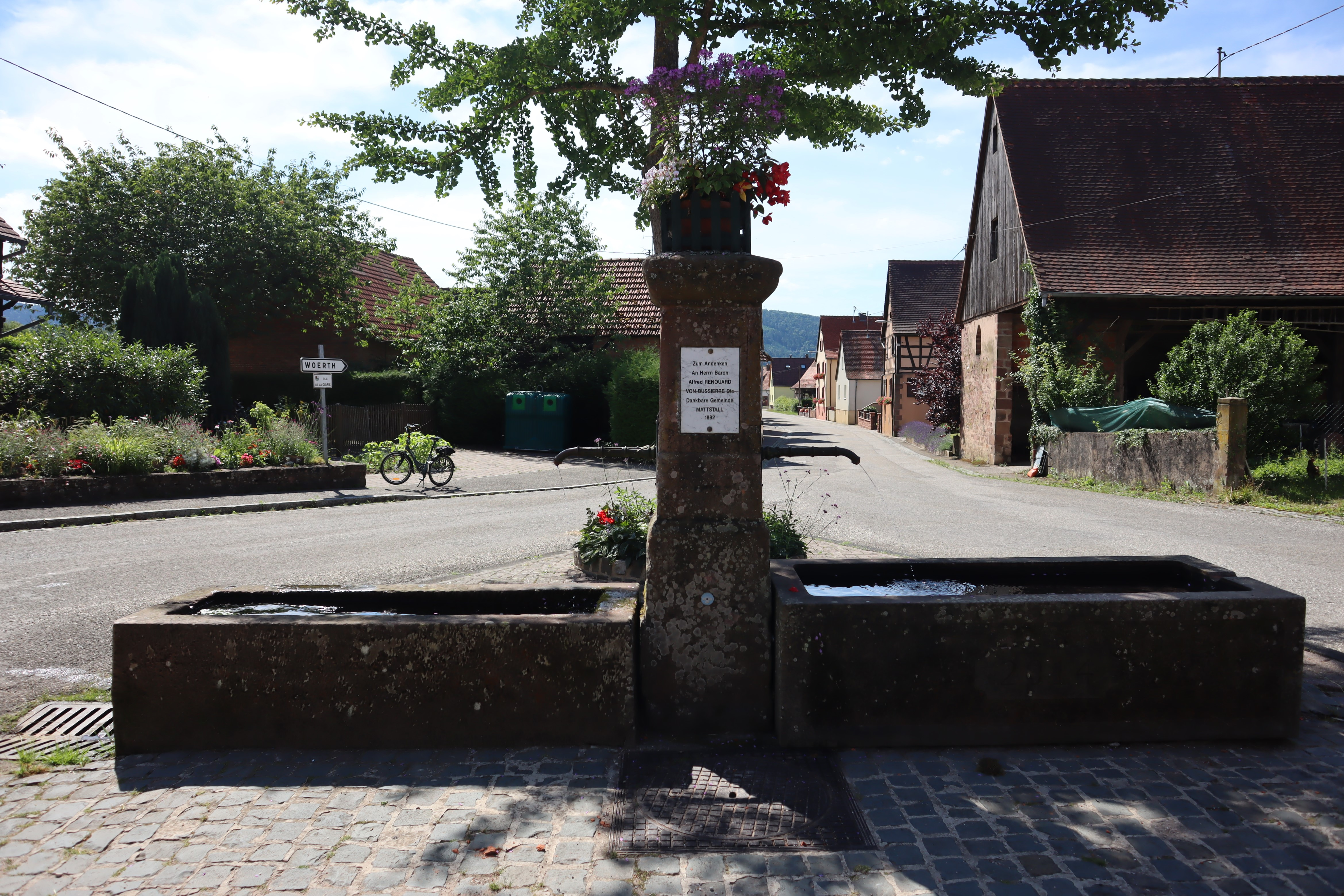
Brunnen mit Widmung

Das Schicksal Mattstalls ist eng mit der Glashütte (La Verrerie) im Wald oberhalb des Ortes verknüpft. Johann Ulrich Greiner von Finsterroth (1524–1584) gründete die Glashütte Mattstall 1556 mit Baron Heinrich VIII von Fleckenstein. Ulrich Greiner von Finsterroth (1492–1533 – Vater von Johann Ulrich) verkaufte alle seine Güter und Rechte im Ort für 3500 Gulden an den Grafen Ludwig Casimir von Hohenlohe-Neuenstein,  circa 1559.
Im Jahr 1605, wird ein Martin Zipfler, von Beruf Hüttenmeister in der Glashütte Mattstall als Pate aufgeführt wird. Zu Beginn es 18. Jahrhunderts zählte Mattstall ungefähr 100 Einwohner, mit dem Ausbau der Glashütte auf 19 Öfen wuchs die Bevölkerung bis auf 211 Einwohner am Ende des Jahrhunderts an. Zu ihr gehörte ein Wald von 52 Hektar. Gegen Ende des 18. Jahrhunderts war das Ende der Hütte absehbar, der Holzverbrauch konnte nicht mehr aus dem Wald gedeckt werden. Während der Französischen Revolution emigrierten die letzten Besitzer, die Familie Greiner, die Hütte wurde geschlossen. Von der Glashütte ist das Herrenhaus und einige Wirtschaftsgebäude erhalten. Das gesamte Gelände inklusive des umliegenden Waldes ist Privatbesitz und kann nicht betreten werden.
Ab den 1860er Jahren erwarb Alfred Renouard de Bussière Wald in den Nordvogesen als Kapitalanlage, dazu gehörte auch die ehemalige Glashütte in Mattstall. Das verlassene Herrenhaus renovierte er im Historismus Stil und nutzte es als Sommerresidenz seiner Familie. 1836 wurde die Tochter Mélanie geboren. Sie wuchs in Straßburg auf, zog später zu ihrem Vater nach Paris und heiratete dort Edmond de Pourtalès. Nach dem Tod ihres Mannes zog sie wieder nach Straßburg, wo sie u. a. von König Ludwig II. von Bayern und der Prinzessin Pauline von Metternich besucht wurde. Sie verbrachte oft den Sommer in La Verrerie, ebenso ihr Sohn Paul und ihr Enkel Jean, Vater von François De Portalès, der Gemeinderat von Lembach wurde. Nach dem Tod von François bewohnte ab 2003 sein Sohn Jérôme La Verrerie. Am Brunnen in der Dorfmitte erinnert eine Tafel daran, dass Alfred Renouard de Bussiere der Gemeinde die Wasserversorgung stiftete.

## Sehenswürdigkeiten
Das Dorfzentrum besteht aus gut erhaltenen Fachwerk- und Natursteinhäusern, die aus dem roten Sandstein der Umgebung gebaut sind. Außerdem ist der Blick ins Sauertal und auf den Hochwald bemerkenswert. Am Brunnen in der Dorfmitte ist eine Danksagung an den Baron Alfred Renouard von Bussière angebracht, ein elsässer Industrieller und Politiker, der zum Bau der Wasserversorgung im 19. Jahrhundert beigetragen hat. Mattstall beteiligt sich am Wettbewerb der blumengeschmückten Städte und Ortschaften und hat 2020 vier Blumen, die höchste Auszeichnung, gewonnen.